# Yvonne Gilbert
Anne Yvonne Gilbert (Wallsend, 7 de abril de 1951) é uma renomada artista e ilustradora britânica. Seu design de capa para o single "Relax" da banda Frankie Goes to Hollywood, lançado em 1983, foi amplamente reconhecido como "uma das capas de discos mais icônicas de todos os tempos." Embora grande parte de sua carreira tenha se concentrado na ilustração de capas e interiores de livros populares, Gilbert também se destacou ao desenhar séries de selos para o Royal Mail, abordando temas natalinos e mitologia arturiana. Além disso, ela é responsável pela ilustração de diversos livros da série Ologies, entre outros títulos voltados para o público infantil.

## Carreira
Gilbert nasceu em Wallsend e foi criada na casa dos avós junto com seus pais. Ela frequentou a escola Holy Cross na mesma localidade, bem como a Ocean Road School em South Shields, concluindo sua educação na Morpeth Grammar School for Girls. Sua avó era artista, e seus pais sempre incentivaram seu talento artístico. Gilbert passou um breve período em uma faculdade de arte em Liverpool, onde estudou design gráfico, antes de iniciar sua carreira como artista profissional de maneira inesperada. Ela relatou: "Consegui um agente que me proporcionou um trabalho para o Sunday Telegraph, onde desenhei seis pessoas famosas como os personagens históricos que elas mais admiravam. Depois disso, aprendi muito trabalhando para revistas femininas."
Gilbert residiu por um período com Holly Johnson e Paul Rutherford, ambos posteriormente integrantes da banda Frankie Goes to Hollywood. A dupla solicitou que ela criasse uma obra de arte para eles. No entanto, devido à falta de tempo, Gilbert lhes ofereceu uma peça com temática "fetichista" que ela já havia criado para as revistas Playboy e Men Only. Essa arte acabou sendo utilizada na capa do single "Relax", lançado em 1983, o que rapidamente atraiu atenção significativa. Embora tenha afirmado não ter recebido remuneração por esse trabalho, Gilbert foi amplamente reconhecida. De acordo com o Evening Chronicle, seu design se tornou "uma das capas de discos mais icônicas de todos os tempos" e rendeu à artista "atenção global."
Em 1985, o Royal Mail emitiu uma série de quatro selos desenhados por Gilbert, que retratavam cenas da mitologia arturiana em comemoração ao quincentenário da publicação de Le Morte d'Arthur de Thomas Malory. Além disso, Gilbert criou diversas séries especiais de selos de Natal para o Royal Mail. Em uma entrevista concedida em 2005, ela revelou que a empresa já havia lhe pago, no passado, pelo menos 100 mil libras esterlinas pela criação de cinco séries de selos especiais. Sua série de 1994, por exemplo, retratava crianças pequenas vestidas como vários personagens da Natividade, incluindo os Três Reis Magos e a Virgem Maria. Uma de suas coleções, intitulada The Nativity at Christmas, foi agraciada com o prêmio de selo mais bonito do mundo em 1984.